# Sistema de governo
Em ciência política, o sistema de governo é o modo pelo qual os poderes se relacionam, especialmente o executivo e o legislativo. O sistema de governo varia de acordo com o grau de separação dos poderes, indo desde a separação estrita entre os poderes legislativo e executivo (presidencialismo), de que é exemplo o sistema de governo dos Estados Unidos, onde o chefe de governo também é chefe de Estado; até a dependência completa do governo junto ao legislativo (parlamentarismo), onde o chefe de governo e o chefe de Estado não se confundem, caso do sistema de governo do Reino Unido.
O sistema de governo adotado por um Estado não deve ser confundido com a sua forma de estado (Estado unitário, Federação ou Confederação) ou com a sua forma de governo (monarquia, república etc.).

## Principais sistemas de governo
| Repúblicas presidencialistas totais. Repúblicas presidencialistas ligadas a um parlamento. Repúblicas semipresidencialistas. Repúblicas parlamentares. Monarquias parlamentares constitucionais em que o monarca não exerce poder pessoal. | Monarquias parlamentares constitucionais em que o monarca exerce poder pessoal (muitas vezes ao lado de um parlamento fraco). Monarquias absolutistas. Repúblicas unipartidárias. Ditadura militar Países que não se encaixam em nenhum dos sistemas acima. |

Formas de governo pelo mundo:

Os sistemas de governo mais adotados no mundo são:
- Parlamentarismo
- Presidencialismo
- Semipresidencialismo

### Parlamentarismo
O parlamentarismo é um sistema de governo no qual o poder executivo de um Estado depende do apoio direto ou indireto do parlamento, usualmente manifestado por meio de um voto de confiança. Assim, não há uma clara separação dos poderes entre os poderes executivo e legislativo.
Embora alguns critiquem o parlamentarismo por não adotar os freios e contrapesos encontrados no presidencialismo, outros arguam que o sistema parlamentarista é mais flexível do que o presidencial, pois enquanto neste último uma crise política poderia levar a uma ruptura institucional, naquele o problema seria resolvido com a queda do governo e, eventualmente, a dissolução regular do parlamento.
Os sistemas parlamentaristas costumam adotar uma diferença clara entre o chefe de governo e o chefe de Estado, sendo este uma figura simbólica eleita indiretamente ou um monarca hereditário com pouco ou nenhum poder, e aquele, um primeiro-ministro responsável pelo governo perante o parlamento. Entretanto, alguns sistemas parlamentaristas possuem chefes de Estado eleitos e, por vezes, com alguns poderes políticos. Em geral, as monarquias constitucionais adotam sistemas parlamentaristas de governo.

### Presidencialismo
O presidencialismo é um sistema de governo no qual há uma nítida separação dos poderes entre o executivo e o legislativo, de maneira que o poder executivo é exercido independentemente do parlamento, não é diretamente responsável perante este e não pode ser demitido em circunstâncias normais.
A noção de separação estrita de poderes surgiu de forma clara na obra de Montesquieu, como resultado de suas observações da história dos sistemas políticos da França e dos Estados da Grã-Bretanha, e foi primeiramente adotada de maneira sistemática pela constituição dos EUA, ao instituir o cargo de presidente.

### Semipresidencialismo
O semipresidencialismo é um sistema de governo no qual o chefe de governo (geralmente com o título de primeiro-ministro) e o chefe de Estado (geralmente com o título de presidente) compartilham em alguma medida o poder executivo, participando, ambos, do cotidiano da administração pública de um Estado. Difere do parlamentarismo por apresentar um chefe de Estado, geralmente eleito pelo voto direto, com prerrogativas que o tornam mais do que uma simples figura protocolar; difere, também, do presidencialismo por ter um chefe de governo com alguma medida de responsabilidade perante o legislativo.